# Bastian Clevé
Bastian Clevé (* 1. Januar 1950 in München) ist ein deutscher Filmemacher, Filmproduzent und Buchautor.

## Leben
Seine Eltern waren der Kunstmaler und Redakteur der Illustrierten Weltbild Otto Clevé und dessen Frau Dora, geborene Blankenhorn. Er besuchte die Volksschule in Langenhagen und ab 1959 in Hamburg, dort von 1961 bis 1969 auch das Gymnasium. Nach dem Tod des Vaters 1969 zog er nach München, wo er im Fernsehstudio Unterföhring als Ton-Assistent arbeitete. 1971 heiratete er die Malerin und Psychotherapeutin Marlies Giersiepen, die zahlreiche Titelgrafiken seiner Filme entwarf.
Bastian Clevé studierte von 1970 bis 1976 Visuelle Kommunikation mit Schwerpunkt Film an der Hochschule für bildende Künste Hamburg. Von 1976 bis 1977 war er als DAAD-Stipendiat für Film am San Francisco Art Institute. 1978 erhielt er ein Jahresstipendium des Canada Arts Council.
Ab 1979 war er in Los Angeles als Autor, Regisseur, Herstellungsleiter und Produzent tätig. 1980 entstand mit Elke Sommer als Star der avantgardistische 94-minütige Film Exit Sunset Boulevard. Er war auch Gastdozent und Gastprofessor für Film in USA, Kanada und der BRD. Von 1983 bis 1990 arbeitete Bastian Clevé für die von ihm gegründete Eagle Rock Filmproduktionsgesellschaft in Los Angeles. Daneben war er auch für deutsche Fernsehanstalten tätig, besonders für das ZDF.
1991 kehrte Clevé nach Deutschland zurück und baute an der Filmakademie Baden-Württemberg in Ludwigsburg den Produktions-Studiengang auf, den er bis September 2017 leitete.
Neben zahlreichen eigenen Kurz- und Dokumentarfilm-Produktionen aus der Anfangszeit, war er als Produzent bzw. Executive Producer bei Kinofilmen wie So weit die Füße tragen tätig. Darüber hinaus bringt Bastian Clevé zahlreiche Fachbücher zum Thema Filmproduktion heraus.

## Auszeichnungen
- 1976: Deutscher Filmpreis
- 1978: Bundesfilmpreis in Silber für Empor (Kategorie: Bester Kurzfilm)
- 1979: Bundesfilmpreis in Silber für Am Wegerand (Bester Kurzfilm)

## Filmografie (als Autor, Regisseur und Produzent, Auswahl)
- 1975: Wolkenpfad
- 1975: Schau ins Land
- 1976: Nachtwache
- 1976: Lichtblick
- 1977: Empor
- 1978: Am Wegesrand
- 1978: Der Deutschlandfahrer
- 1978: San Francisco Zephyr
- 1980: Oskar Fischinger
- 1980: Exit Sunset Boulevard
- 1981: Holl
- 1981: Zenith
- 1982: Kaskaden
- 1982: Echo
- 1983: Der Sheriff aus Altona (ZDF)
- 1985: Das blinde Glück (ZDF)